# Саламат (регіон)
Салама́т (фр. Salamat, араб. منطقة سلامات) — адміністративний регіон в Республіці Чад. Назву отримав по річці Саламат, яка протікає через провінцію.
- Адміністративний центр - місто Ам-Тіман.
- Площа - 66 000 км², населення - 308 605 осіб (2009 рік).

## Географія
Регіон розташований на крайньому південному сході країни. На заході межує з регіонами Середнє Шарі та Гера, на півночі з регіоном Сила, на південному сході з Центральноафриканською Республікою.
В регіоні Саламат знаходиться Національний парк Закума.

## Адміністративний поділ
Регіон адміністративно ділиться на 3 департаменти, кожен з яких відповідно розділений на 3 підпрефектури.

## Економіка
Основою економіки регіону є сільське господарство - скотарство, вирощування проса та арахісу, а також рибальство.